# آلن بی. ماگرودر
آلن بی. ماگرودر (به انگلیسی: Allan Bowie Magruder) سناتور سابق عضو حزب دموکرات-جمهوری‌خواه بود. وی در سال ۱۸۱۲ تا ۱۸۱۳ میلادی سناتور ایالت لوئیزیانا در سنای ایالات متحده آمریکا بود.